# Puerto las Cruces
Puerto las Cruces är en ort i Mexiko.   Den ligger i kommunen Cuajimalpa de Morelos och delstaten Distrito Federal, i den sydöstra delen av landet, 27 km sydväst om huvudstaden Mexico City. Puerto las Cruces ligger 3 201 meter över havet och antalet invånare är 444.
Terrängen runt Puerto las Cruces är lite bergig, och sluttar norrut. Runt Puerto las Cruces är det mycket tätbefolkat, med 4 039 invånare per kvadratkilometer. Närmaste större samhälle är Álvaro Obregón, 16,7 km öster om Puerto las Cruces. I omgivningarna runt Puerto las Cruces växer i huvudsak blandskog.